# Вирвохвіст (річка)
Вирвохвіст (Слободянка) — річка в Україні у Білоцерківському районі Київської області. Ліва притока річки Протоки (басейн Дніпра).

## Опис
Довжина річки приблизно 8,53 км, найкоротша відстань між витоком і гирлом — 7,37  км, коефіцієнт звивистості річки — 1,16 . Формується декількома струмками та загатами.

## Розташування
Бере початок на південно-західній стороні від присілку села Лосятин. Тече переважно на південний захід через село Олійникову Слободу і на південно-східній околиці села Скребиші впадає у річку Протоку, ліву притоку річки Росі.

## Цікаві факти
- У селі Олійникова Слобода річку перетинає автошлях Т 1009[3] (автомобільний шлях територіального значення в Київській області. Проходить територією Васильківського та Білоцерківського районів. Загальна довжина — 20,8 км.).
- На річці існують газгольдери та газові свердловини[5].